# أقصليس حامض
أقصليس حامض أو الأقصليس الصغير أو حماض الزهور أو حماض أو حميضة (الاسم العلمي:Oxalis acetosella) نوع من النباتات يتبع جنس الأقصليس من الفصيلة الحماضية. النَعْت (بالإنجليزية: epithet)‏ (ويعني حُمَيْضي أو حامض) الموجود في الاسم العلمي لهذا النبات مأخوذ من اللاتينية وهو صفة تصغير من (باللاتينية: acetosus) التي تشير إلى النباتات ذات الصفة الحمضية (بالإنجليزية: acidic)‏ أو الحامضة.

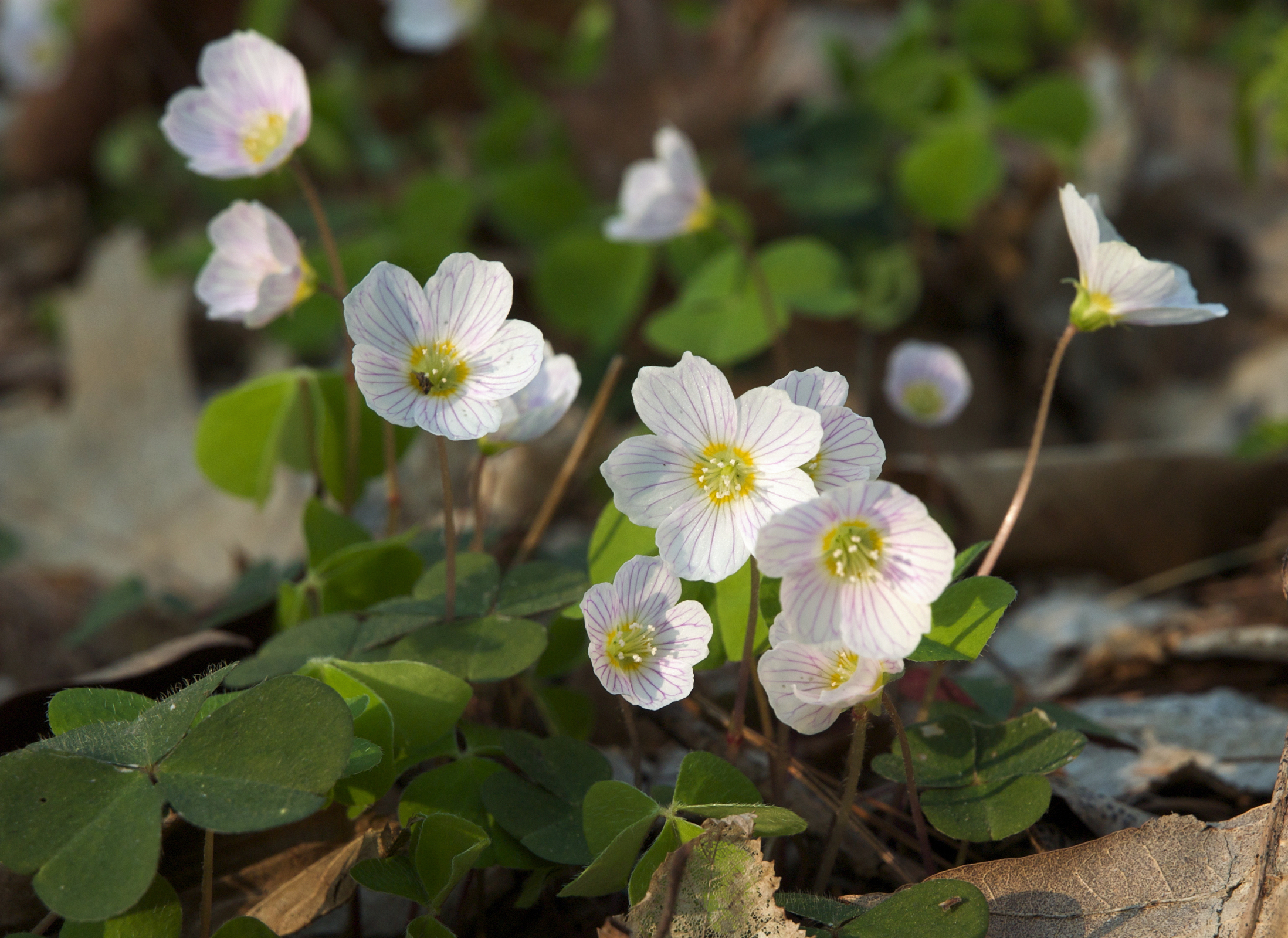
أوراق وأزهار الأقصليس الصغير